# 盜夢偵探
《盜夢偵探》（日语：パプリカ）是日本作家筒井康隆撰寫的科幻小說。原作第一部於《Marie Claire》1991年1月号至1992年3月号、第二部於《Marie Claire》1992年8月号至1993年6月号上連載，由中央公論社先發行，後交給中公文庫（中央公論社）和新潮文庫（新潮社）發行；繁體中文版由獨步文化代理；简体中文版由上海译文出版社代理。
先後於1995年和2007年漫畫化，漫畫版作者分別為萩原玲二和坂井惠理。
2006年被改編為劇場版動畫，由今敏執導。

## 創作
筒井康隆在創作小說時收集了許多自己的夢境當作素材。

## 書籍情報
單行本
1993年9月由中央公論社發行。
- ISBN 978-4120022364

文庫版
1997年4月18日由中公文庫（中央公論社）發行。
- ISBN 978-4-12-202832-6

2002年11月1日由新潮文庫（新潮社）發行。
- ISBN 978-4-10-117140-1

繁體中文版
 - 2010年3月5日由獨步文化發行，譯者王華懋。
- ISBN 978-986-6562-49-5

简体中文版
 - 2010年8月由上海译文出版社发行，译者丁丁虫。
- ISBN 978-7-5327-5106-8

《盗梦侦探(精)》 -2015年7月1日由上海译文出版社发行，译者丁丁虫。
- ISBN 978-7-5327-6828-8

## 漫畫版

### 萩原玲二版
連載於講談社《MISTER MAGAZINE》。
- 講談社MISTER MAGAZINE KC（全2卷）
  1. 1995年6月發行 ISBN 978-4063280937
  2. 1996年1月發行 ISBN 978-4063281132
- 英知出版（日语：英知出版）Trauma Manga Books（全1卷），2003年9月發行，ISBN 978-4754232207
- 英知出版（全1卷），2006年12月發行，ISBN 978-4754232283

### 坂井惠理版
連載於講談社《月刊少年天狼星》2007年5月号至同年7月号。
- 1. 講談社天狼星Comics《盜夢偵探〜The dream-child〜》（全1卷），2007年6月發行，ISBN 978-4063730777